# Llengües jicaque
Les llengües jicaque o llengües jicaque-tol formen una família de llengües ameríndies parlades a Hondures pels tolupans i anteriorment també pels jicaques del Palmar. El 1997 tenien uns 397 parlants.

## Classificació
La família jicaque- està formada per almenys dues llengües documentades: 
- jicaque occidental o jicaque del Palmar, que s'havia parlat a El Palmar (Departament de Cortés, Hondures) actualment extint i conegut només per un vocabulari breu publicat per Membreño al segle XIX[2] i reeditat per Lehmann a principis del segle xx,[3]
- jicaque oriental o jicaque de la Montaña del Flor, també anomenat tol o tolupán, és parlat encara per uns 250-300 tolupans en una reserva oficial a La Montaña de la Flor, departament de Francisco Morazán, Hondures. També era parlat per alguns ancians al departament de Yoro el 1974. Antigament es parlava des del riu Ulúa a l'oest fins a l'actual Trujillo a l'est, i al riu Sulaco al sud cap a l'interior. Aquesta àrea inclou les zones que envolten El Progreso (Yoro), La Ceiba, i possiblement també San Pedro Sula. La majoria de tolupans havia marxat de les regions costaneres a principis de 1800 fugint dels espanyols. Els parlants jicaque de La Montaña de la Flor havien fugit de la vall de Yoro en 1865 per evitar ser reclutats per a treballs forçats pel governador local.[4][5][6] Els parlants es refereixen a si mateixos com a Tolpán, però són anomenats jicaques o turrupanes pels ladinos.

Les dues llengües jicaque encara que emparentades guarden una certa distància, les estimacions glotocronológiques donen entre 10 i 16 segles de separació.

### Relació amb altres llengües
Aquestes llengües jicaque estan emparentades amb les llengües tequistlateques parlades a l'estat mexicà d'Oaxaca formant la família tequistlateco-jicaque. També s'ha conjecturat molt especulativament en aquest últim grup podria estar relacionat amb el hoka.

## Descripció lingüística

### Fonologia
L'inventari fonològic del proto-jicaque va ser reconstruït per L. Campbell i Oltrogge:
|          |            | Labial | Alveolar | Palatal | Velar | Glotal |
| -------- | ---------- | ------ | -------- | ------- | ----- | ------ |
| [- cont] | simple     | *p     | *t, *c   |         | *k    | *ʔ     |
| [- cont] | apirada    | *pʰ    | *tʰ, *cʰ |         | *kʰ   |        |
| [- cont] | glotaliz.  | *pʼ    | *tʼ, *cʼ |         | *kʼ   |        |
| [- cont] | nasal      | *m     | *n       |         |       |        |
| [+ cont] | fricativa  | (*β)   | *s       |         |       | *h     |
| [+ cont] | aproximant | *w     |          | *y      |       |        |

Els signes /c, c', ch/ són notacions usades convencionalment pels americanistes per a /ʦ, ʦʔ, ʦh/. Les vocals reconstruïdes pels mateixos autors inclouen endemés de /*i, *e, *a, *o, *u/ la vocal tancada central /*ɨ/.
Algunes correspondències fonètiques regulars entre el jicaque oriental i l'occidental són les següents:
| Proto-JT | Jicaque Oc. | Jicaque Or. (Tolupán) |
| -------- | ----------- | --------------------- |
| *-p      | -k          | -p                    |
| *-k      | -k          | -k                    |
| *l-      | d-          | l-                    |
| *-l      | -n          | -l                    |
| *-m      | -n          | -m                    |
| *k'-     | k-          | Ø                     |
| *-k'-    | -g-         | -ʔ-                   |
| *(-)ʦ'-  | (-)ʧ-       | (-)ʦ'-                |
| *ʦh      | ʃ           | ʦh                    |
| *-ʦ-     | -ʧ-         | -s-                   |
| *s-      | ʧ-          | s-                    |
| *-s      | Ø           | -s                    |